# Kris Fierens
Kris Fierens (Schoten, 3 maart 1957 - Edegem, 10 februari 2025) was een Vlaams kunstschilder en beeldend kunstenaar. Hij stelde tentoon op meer dan 60 tentoonstellingen, waarvan een dertigtal solo. Daarnaast was hij de organisator van A City Is Not a Road – Artists for Ringland, waarbij een honderdtal kunstenaars een veiling hielden ten voordele van Ringland. Fierens streed ook tegen de sloop van het Internationaal Zeemanshuis in Antwerpen.

## Biografie
Fierens groeide op in Schoten en liep school in het Sint-Lukas te Brussel (1982-1984) en naar de Antwerpse Academie (1980-1982). Hij verhuisde naar Antwerpen en later naar Hoevenen in een oud fabriekspand. 
Fierens was getrouwd en gescheiden en had uit zijn eerste huwelijk een zoon. Hij was de broer van Bart Fierens, voorzitter van het Algemeen Nederlands Zangverbond. Fierens werd 67 jaar

## Erkentelijkheden
- 1984 - Prijs van de Provincie, Antwerpen
- 1988 - Prix de la Jeune Peinture Belge van het Paleis voor Schone Kunsten in Brussel
- 1995 - Prijs voor Hedendaagse Schilderkunst